# Li Bingbing
Li Bingbing (ur. 27 lutego 1973 w Wuchang) – chińska aktorka, która wystąpiła m.in. w filmach Resident Evil: Retrybucja i Transformers: Wiek zagłady.

## Wybrana filmografia
| Rok  | Tytuł                                 | Rola              | Uwagi |
| ---- | ------------------------------------- | ----------------- | ----- |
| 1999 | Siedemnaście lat                      | Chen Jie          |       |
| 2003 | Purpurowy motyl                       | Tang Yiling       |       |
| 2006 | Węzeł                                 | Wang Jindi        |       |
| 2006 | Zakazane królestwo                    | Siwowłosa wiedźma |       |
| 2010 | Detektyw Dee: Zagadka upiornego ognia | Shangguan Jing'er |       |
| 2010 | Cheung wong chi wong                  | Anna              |       |
| 2011 | Chiny 1911: Rewolucja (Xinhai geming) | Xu Zonghan        |       |
| 2012 | Resident Evil: Retrybucja             | Ada Wong          |       |
| 2014 | Transformers: Wiek zagłady            | Su Yueming        |       |
| 2015 | Zhong Kui fu mo: Xue yao mo lingl     | Xue'er            |       |
| 2018 | Guardians of the Tomb                 | Jia               |       |
| 2018 | Meg                                   | Suyin             |       |